# Slagmaur
 (juillet 2021).
Slagmaur est un groupe de black metal norvégien, originaire de Brekstad et Trondheim. Bien que le style musical soit très ancré dans un black metal norvégien de tradition, le groupe est considéré comme avant-gardiste et la lourdeur des compositions rappelle d'autres styles comme le doom metal ou le metal industriel entre autres.

## Biographie
Le groupe est initialement formé en 1997 sous le nom de Norske Synder. Norske Synder signifie littéralement « pêché norvégien ». Entre 1997, le groupe publie plusieurs démos incluant Piggtråd (1997), Pesta kommer et Troll (1998), Raseri fra nord (1999), et Overkommando (2004), en indépendant.
Le groupe change de nom pour Slagmaur en 2006. Sous ce nouveau nom, le groupe publie trois nouvelles démos : Svin et Skrekk en 2006, et Domfeldt en 2007. Après une longue période de recherche, le groupe trouve finalement un label, et signe chez Black Hate Productions en janvier 2007. Le groupe publie son premier album studio, Skrekk Lich Kunstler, à la fin de 2007 sur son propre label, Nekk Brekk Productions.
En avril 2008, le groupe annonce la réédition de sa démo Domfeldt en format digipack par le label Inferna Profundus Records. Domfeldt, troisième démo de la trilogie Protocols of Fosen, est donc publié à la fin de 2008 sous licence de Nekk Brekk Productions. Au début de 2009, Slagmaur signe au label Osmose Productions, et annonce un nouvel album intitulé Von Rov Shelter, ainsi que la réédition de leur premiers albums Svin et Skrekk Lich Kunstler. Une chanson, Klokker Tramp, issue de Von Rov Shelter, est publiée sur leur page Myspace en octobre 2009. L'album est publié le même mois.
En 2013, le groupe annonce un troisième album intitulé Thill Smitts Terror. Le groupe met en ligne un nouveau titre, Bestemor Sang Djevelord en 2015,.

## Membres
- Lt. Wardr - batterie, clavier (depuis 2006)[1]
- General Gribbsphiiser - guitare, basse (depuis 2006)[1]
- Aatselgribb - chant (depuis 2006)[1]

## Discographie
- 2006 : Svin (démo)
- 2006 : Skrekk (démo)
- 2007 : Domfeldt (démo)
- 2007 : Skrekk Lich Kunstler (album studio)
- 2009 : Von Rov Shelter (album studio)
- 2017 : Thill Smitts Terror (album studio)